# Canoagem nos Jogos Olímpicos de Verão de 2020 - K-4 500 m feminino
A competição do K-4 500 metros feminino da canoagem nos Jogos Olímpicos de Verão de 2020 ocorreu nos dias 6 e 7 de agosto de 2021 no Sea Forest Waterway, em Tóquio. Um total de 48 canoístas de 12 Comitês Olímpicos Nacionais (CON) participaram do evento.

## Qualificação
Cada CON poderia qualificar apenas um barco para o evento. Um total de 10 vagas de qualificação estavam disponíveis, todas concedidas através do Campeonato Mundial de Canoagem de Velocidade de 2019, necessariamente devendo haver barcos qualificados de quatro continentes diferentes. Portanto, os sete melhores do campeonato mundial tinham vaga garantida, com a 8ª, a 9ª e a 10ª vagas potencialmente reservadas para os melhores representantes continentais.
Vagas adicionais resultaram de realocações após canoístas individuais se classificarem em múltiplas classes no Campeonato Mundial (10 vagas disponíveis, permitindo a qualificação do ROC e da Dinamarca, porém insuficientes para qualificação da Grã-Bretanha).
As vagas de qualificação foram concedidas ao CON, não às canoístas que conquistaram a vaga.

## Formato da competição
A canoagem de velocidade utiliza um formato de quatro fases para eventos com pelo menos 11 barcos, com eliminatórias, quartas de final, semifinais e finais. Os detalhes para cada fase dependem de quantos barcos estejam inscritos para a competição.
- Eliminatórias: 2 eliminatórias com 6 barcos. Os dois melhores de cada bateria (4 barcos no total) avançam diretamente à semifinal. Os 8 barcos restantes disputam as quartas de final;
- Quartas de final: 1 eliminatória com 8 barcos. Os 6 melhores avançam à semifinal e os dois últimos disputam a final B;
- Semifinal: 2 eliminatórias com 5 barcos. Os 4 melhores de cada eliminatória avançam à final e o último de cada eliminatória disputa a final B;
- Final: 1 eliminatória com 8 barcos. As medalhas e as posições de quarto a oitavo lugar são definidas.

O percurso é um trajeto de águas planas com 9 metros de largura. O nome do evento descreve o formato particular da canoagem de velocidade. O formato "K" significa um caiaque (kayak, em inglês), na qual o canoísta fica sentado e utiliza dois remos e tem um leme operado pelo pé (em oposição a canoa, em que o canoísta fica ajoelhado e utiliza um único remo para remar e dirigir). O "4" é o número de canoístas em cada barco. Os "500 metros" são a distância da prova.

## Calendário
Horário local (UTC+9)
| Dia         | Horário | Fase             |
| ----------- | ------- | ---------------- |
| 6 de agosto | 10:30   | Eliminatórias    |
| 6 de agosto | 12:05   | Quartas de final |
| 7 de agosto | 10:05   | Semifinal        |
| 7 de agosto | 12:20   | Final            |

## Medalhistas
|  | HUN Hungria                                         |  | BLR Bielorrússia                                                   |  | POL Polônia                                                     |
|  | Danuta Kozák Tamara Csipes Anna Kárász Dóra Bodonyi |  | Marharyta Makhneva Nadzeya Papok Volha Khudzenka Maryna Litvinchuk |  | Karolina Naja Anna Puławska Justyna Iskrzycka Helena Wiśniewska |

## Canoístas por equipe
| Número | Canoístas                                                                           | CON               |
| ------ | ----------------------------------------------------------------------------------- | ----------------- |
| 1      | Jaime Roberts ▪ Jo Brigden-Jones ▪ Shannon Reynolds ▪ Catherine McArthur            | AUS Austrália     |
| 2      | Marharyta Makhneva ▪ Nadzeya Papok ▪ Volha Khudzenka ▪ Maryna Litvinchuk            | BLR Bielorrússia  |
| 3      | Andréanne Langlois ▪ Michelle Russell ▪ Alanna Bray-Lougheed ▪ Madeline Schmidt     | CAN Canadá        |
| 4      | Li Dongyin ▪ Zhou Yu ▪ Ma Qing ▪ Wang Nan                                           | CHN China         |
| 5      | Emma Jørgensen ▪ Julie Funch ▪ Sara Milthers ▪ Bolette Nyvang Iversen               | DEN Dinamarca     |
| 6      | Manon Hostens ▪ Vanina Paoletti ▪ Sarah Guyot ▪ Léa Jamelot                         | FRA França        |
| 7      | Sabrina Hering-Pradler ▪ Melanie Gebhardt ▪ Jule Hake ▪ Tina Dietze                 | GER Alemanha      |
| 8      | Danuta Kozák ▪ Tamara Csipes ▪ Anna Kárász ▪ Dóra Bodonyi                           | HUN Hungria       |
| 9      | Lisa Carrington ▪ Alicia Hoskin ▪ Caitlin Regal ▪ Teneale Hatton                    | NZL Nova Zelândia |
| 10     | Karolina Naja ▪ Anna Puławska ▪ Justyna Iskrzycka ▪ Helena Wiśniewska               | POL Polônia       |
| 11     | Natalia Podolskaya ▪ Anastasiia Dolgova ▪ Kira Stepanova ▪ Svetlana Chernigovskaya  | ROC               |
| 12     | Mariia Kichasova-Skoryk ▪ Liudmyla Kuklinovska ▪ Anastasiia Todorova ▪ Mariya Povkh | UKR Ucrânia       |

## Resultados

### Eliminatórias
O evento começou com as eliminatórias em 6 de agosto de 2021. Os dois primeiros barcos em cada bateria avançam diretamente para as semifinais e os restantes para as quartas de final.

#### Eliminatória 1
| Pos. | Raia | CON               | Tempo    | Notas |
| ---- | ---- | ----------------- | -------- | ----- |
| 1    | 4    | HUN Hungria       | 1:33.335 | SF    |
| 2    | 2    | NZL Nova Zelândia | 1:33.959 | SF    |
| 3    | 5    | BLR Bielorrússia  | 1:34.785 | QF    |
| 4    | 7    | CAN Canadá        | 1:38.971 | QF    |
| 5    | 3    | FRA França        | 1:39.032 | QF    |
| 6    | 6    | UKR Ucrânia       | 1:39.224 | QF    |

#### Eliminatória 2
| Pos. | Raia | CON           | Tempo    | Notas |
| ---- | ---- | ------------- | -------- | ----- |
| 1    | 3    | POL Polônia   | 1:33.468 | SF    |
| 2    | 4    | GER Alemanha  | 1:34.681 | SF    |
| 3    | 6    | CHN China     | 1:36.249 | QF    |
| 4    | 1    | AUS Austrália | 1:37.407 | QF    |
| 5    | 2    | DEN Dinamarca | 1:38.453 | QF    |
| 6    | 5    | ROC           | 1:39.166 | QF    |

### Quartas de final
Nas quartas de final, realizada em 6 de agosto de 2021, os seis primeiros barcos avançam para as semifinais e os restantes para a final B.
| Pos. | Raia | CON              | Tempo    | Notas |
| ---- | ---- | ---------------- | -------- | ----- |
| 1    | 5    | BLR Bielorrússia | 1:35.534 | SF    |
| 2    | 4    | CHN China        | 1:36.379 | SF    |
| 3    | 1    | UKR Ucrânia      | 1:36.948 | SF    |
| 4    | 7    | FRA França       | 1:37.138 | SF    |
| 5    | 6    | AUS Austrália    | 1:37.601 | SF    |
| 6    | 2    | DEN Dinamarca    | 1:37.682 | SF    |
| 7    | 8    | ROC              | 1:38.372 | FB    |
| 8    | 3    | CAN Canadá       | 1:38.537 | FB    |

### Semifinais
Nas semifinais, realizadas em 7 de agosto de 2021, os quatro primeiros barcos em cada bateria avançam para a final A e os restantes para a final B.

#### Semifinal 1
| Pos. | Raia | CON              | Tempo    | Notas |
| ---- | ---- | ---------------- | -------- | ----- |
| 1    | 5    | HUN Hungria      | 1:36.529 | FA    |
| 2    | 3    | BLR Bielorrússia | 1:36.672 | FA    |
| 3    | 4    | GER Alemanha     | 1:36.737 | FA    |
| 4    | 2    | AUS Austrália    | 1:38.170 | FA    |
| 5    | 6    | FRA França       | 1:38.202 | FB    |

#### Semifinal 2
| Pos. | Raia | CON               | Tempo    | Notas |
| ---- | ---- | ----------------- | -------- | ----- |
| 1    | 5    | POL Polônia       | 1:36.078 | FA    |
| 2    | 4    | NZL Nova Zelândia | 1:36.293 | FA    |
| 3    | 3    | CHN China         | 1:36.697 | FA    |
| 4    | 2    | DEN Dinamarca     | 1:37.386 | FA    |
| 5    | 6    | UKR Ucrânia       | 1:38.489 | FB    |

### Finais
Nas finais, realizadas em 7 de agosto de 2021, os barcos participantes da final A disputaram as medalhas e os da final B para ficar entre a 9ª e a 12ª colocação.

#### Final A
| Pos.              | Raia | CON               | Tempo    | Notas |
| ----------------- | ---- | ----------------- | -------- | ----- |
| Medalha de ouro   | 5    | HUN Hungria       | 1:35.463 |       |
| Medalha de prata  | 3    | BLR Bielorrússia  | 1:36.073 |       |
| Medalha de bronze | 4    | POL Polônia       | 1:36.445 |       |
| 4                 | 6    | NZL Nova Zelândia | 1:37.168 |       |
| 5                 | 7    | GER Alemanha      | 1:37.243 |       |
| 6                 | 2    | CHN China         | 1:38.121 |       |
| 7                 | 1    | AUS Austrália     | 1:39.797 |       |
| 8                 | 8    | DEN Dinamarca     | 1:41.141 |       |

#### Final B
| Pos. | Raia | CON         | Tempo    | Notas |
| ---- | ---- | ----------- | -------- | ----- |
| 9    | 5    | FRA França  | 1:38.346 |       |
| 10   | 4    | UKR Ucrânia | 1:39.276 |       |
| 11   | 6    | CAN Canadá  | 1:39.946 |       |
| 12   | 3    | ROC         | 1:40.951 |       |

Legenda
| Recorde mundial      | Recorde mundial (World record)               |                       | Recorde africano                      | Recorde africano (African) |                                           | Q | Classificado por posição (Qualified) |
| Recorde olímpico     | Recorde olímpico (Olympic record)            | Recorde da América    | Recorde da América (Americas)         | q                          | Classificado por melhor tempo (Qualified) |   |                                      |
| Melhor marca do ano  | Melhor marca do ano (World leading)          | Recorde asiático      | Recorde asiático (Asian)              | DNS                        | Não largou (Did not start)                |   |                                      |
| Recorde nacional     | Recorde nacional (National record)           | Recorde europeu       | Recorde europeu (European)            | DNF                        | Não terminou (Did not finish)             |   |                                      |
| Recorde pessoal      | Recorde pessoal do atleta (Personal best)    | Recorde da Oceania    | Recorde da Oceania (Oceania)          | DSQ / DQ                   | Desclassificado (Disqualified)            |   |                                      |
| Recorde da temporada | Recorde da temporada do atleta (Season best) | Recorde sul-americano | Recorde sul-americano (South America) | NM                         | Sem marca (No mark)                       |   |                                      |